# Szikszó
Szikszó est une ville hongroise située dans le comitat de Borsod-Abaúj-Zemplén en Hongrie septentrionale.